# دالیبور یاندا
دالیبور یاندا (چکی: Dalibor Janda; ۲۱ مارس ۱۹۵۳ – ) خواننده، ترانه‌سرا و آهنگساز سبک‌های پاپ و راک است. او اهل کشور جمهوری چک است و محبوبیت او در دهه ۱۹۸۰ به اوج خود رسید.وی بین سال‌های ۱۹۸۶ و ۱۹۸۸، سه سال متوالی جایزه بلبل زرین را از آن خود کرد.